# Susfatowa Góra
Susfatowa Góra (542 m) – szczyt w północnej części Beskidu Małego, w Paśmie Bliźniaków ciągnącym się od doliny Wieprzówki w Andrychowie po dolinę Skawy na wschodzie. Południowo-zachodnie stoki Susfatowej Góry opadają do dolinki potoku będącego dopływem Kamieńca w Zagórniku, północno-wschodnie – ku dolinie Wadowskiego Potoku (Zbójecka Dolina), południowy grzbiet do szczytu 543 m. Na mapie Compassu brak nazwy dla tego odległego zaledwie o 320 m wierzchołka, na mapie Geoportalu ma on nazwę Kobyla Głowa. W”
Ziemi Wadowickiej” Aleksego Siemionowa brak nazwy Susfatowa Góra, szczyt ten opisywany jest jako Kobyla Głowa.
Susfatowa Góra obecnie porośnięta jest lasem jodłowo-sosnowym. Dawniej było na niej jednak kilka polan, na zdjęciach lotniczych, zarastające polany widoczne są jeszcze na zdjęciach lotniczych mapy Geoportalu. Jedna z tych polan o nazwie Polana znajduje się za północnym wierzchołkiem i prowadzi przez nią szlak turystyczny. Na polance jest niewielka kapliczka skrzynkowa.
Susfatowa Góra znajduje się w granicach wsi Zagórnik w województwie małopolskim, w powiecie wadowickim, w gminie Andrychów.
Szlaki turystyczne
 Andrychów – Pańska Góra – Czuby (Konbylica) – Przełęcz Biadaszowska – Wapiennica – Przykraźń – Panienka – Susfatowa Góra – Kobyla Głowa – Przełęcz Kaczyńska – Narożnik – Sosina – Czuba – Gancarz – Czoło – Przełęcz pod Gancarzem – Groń Jana Pawła II